# Ombudsgremium für die wissenschaftliche Integrität in Deutschland
Das Ombudsgremium für die wissenschaftliche Integrität in Deutschland (vormals „Ombudsman für die Wissenschaft“) ist ein Beratungs- und Vermittlungsgremium, das 1999 von der Deutschen Forschungsgemeinschaft eingesetzt wurde, aber von dieser inhaltlich unabhängig ist. An das Gremium können sich Wissenschaftler in Deutschland wenden, in Fragen der „guten wissenschaftlichen Praxis“ (siehe Betrug und Fälschung in der Wissenschaft) und des wissenschaftlichen Fehlverhaltens. Das Ombudsgremium besteht (Stand August 2022) aus dem Juristen Eric Steinhauer (Sprecher, Fernuniversität in Hagen), der Bio-Medizinerin Daniela Männel (Universität Regensburg), dem Chemiker Roger Gläser (Universität Leipzig) und der Biologin Renate Scheibe (Universität Osnabrück).

## Arbeit des Gremiums
Grundlage der Arbeit des Gremiums ist die 1998 verfasste und 2013 überarbeitete DFG-Denkschrift Vorschläge zur Sicherung guter wissenschaftlicher Praxis, in welcher die DFG anlässlich des Falls Herrmann/Brach u. a. die folgenden Prinzipien als Standards festsetzte:
- Redlichkeit und Vollständigkeit in den Zitaten (keine Duldung von Plagiaten)
- Redlichkeit und Vollständigkeit in der Erhebung von Daten (Reproduzierbarkeit der Daten und Resultate; Aufbewahrung aller Quellen für mindestens 10 Jahre)
- Signifikante Kennzeichnung der Beiträge aller Ko-Autoren[2] (keine „Ehrenautorschaft“).

Aktuell orientieren sich die Beratungen des Ombudsman für die Wissenschaft an den 19 „Leitlinien zur Sicherung guter wissenschaftlicher Praxis“ auf Basis des aktualisierten DFG-Kodex von 2019. Das Gremium wird nicht von sich aus tätig, sondern bei Anfragen und Hinweisen von Betroffenen oder sog. Whistleblowern, also Personen, die auf wissenschaftliches Fehlverhalten hinweisen. Alle dem Ombudsman vorgetragenen Anliegen werden grundsätzlich strikt vertraulich behandelt (um einen möglicherweise ungerechtfertigten Reputationsverlust der Beteiligten zu verhindern), auch nach Beendigung des Vorgangs.

## Geschichte
Das erste Ombudsgremium bestand von 1999 bis 2005 aus dem Juristen Hans-Heinrich Trute (Sprecher, Hamburg), dem Mediziner Gottfried Geiler (Leipzig) und dem Physiker Siegfried Großmann (Marburg). Von 2005 bis 2011 bestand das Gremium zunächst aus der Biochemikerin Ulrike Beisiegel (Sprecherin, Hamburg), dem Physiker Siegfried Hunklinger (Heidelberg) und dem Juristen Wolfgang Löwer (Bonn). Ulrike Beisiegel legte das Amt vorzeitig nieder, weil sie zur Präsidentin der Universität Göttingen gewählt wurde. Sie wurde 2011 im aktuellen Gremium durch die Biologin Brigitte M. Jockusch ersetzt, neuer Sprecher des Ombudsgremiums wurde Wolfgang Löwer. 2014 trat der Physiker Joachim Heberle die Nachfolge der Oldenburger Chemikerin Katharina Al-Shamery an.

## Geschäftsstelle des Ombudsman
Die Geschäftsstelle des Ombudsman für die Wissenschaft befand sich an der Universität Bonn. Der Ombudsman wurde seit seiner Gründung in rund 650 Fällen aktiv, also etwa 45 Fällen pro Jahr. Die Geschäftsstelle des Gremiums befindet sich in Berlin (Stand Januar 2017).
Neben dem überregional tätigen Gremium des Ombudsmans für die Wissenschaft gibt es an zahlreichen Universitäten, Fachhochschulen und außeruniversitären Forschungseinrichtungen lokale Ombudspersonen, an die sich Wissenschaftler der jeweiligen Einrichtung bei Verdacht auf wissenschaftliches Fehlverhalten wenden können. Eine Liste mit entsprechenden Ansprechpartnern ist auf der Homepage des Gremiums verfügbar.
2024 wurde der „Ombudsgremium für die wissenschaftliche Integrität in Deutschland“ e.V. (OWID e.V.) als Trägerverein zur Unterstützung des Ombudsgremiums gegründet. Seit 2025 wird die Geschäftsstelle auf Grundlage einer institutionellen Förderung durch die Deutsche Forschungsgemeinschaft (DFG) finanziert.